# Colossendeis australis
 Colossendeis australis  ist eine Art der Asselspinnen (Pycnogonida). Sie lebt in den Gewässern um die Antarktis und der Antarktischen Halbinsel, den Südlichen Shetlandinseln, den Südsandwichinseln, Südgeorgien, den Falklandinseln, den Kerguelen, Neuseeland sowie den pazifischen und atlantischen Meeresbecken vor Chile und Argentinien in Tiefen von 15 bis 3.935 Metern. 

## Merkmale
Colossendeis australis erreicht eine Beinlänge von bis zu 25 Zentimetern. Die Proboscis ist sehr groß und abwärts gebogen, sie verbreitert sich von einer relativ schmalen Basis und ist länger als der Körperstamm. Der Palpus ist länger als die Proboscis mit 3 etwa gleich langen distalen Segmenten. Der Oviger, ein Extremitätenpaar, das die Eier trägt, bildet mit seiner Klaue durch einen gegenüberliegenden Dorn eine pinzettenartige Struktur.

## Verbreitung
Colossendeis australis lebt circumpolar im südlichen Atlantik und  Pazifik um die Antarktis und der Antarktischen Halbinsel, den Südlichen Shetlandinseln, den Südsandwichinseln, Südgeorgien, den Falklandinseln, den Kerguelen, Neuseeland sowie den pazifischen und atlantischen Meeresbecken vor Chile und Argentinien in Tiefen von 15 bis 3.935 Metern.

## Systematik
Colossendeis australis wurde erstmals von Thomas Vere Hodgson im Jahr 1907 in seiner Monographie zu den antarktischen Asselspinnen Pycnogonida. National Antarctic Expedition: Natural History, Vol. III. beschrieben. Darin beschrieb er die 28 Arten der Asselspinnen, die er auf der Discovery-Expedition gesammelt und zum British Museum in London mitgebracht hat.

## Belege
1. 1 2  Colossendeis australis (Seite nicht mehr abrufbar, festgestellt im April 2018. Suche in Webarchiven)  Info: Der Link wurde automatisch als defekt markiert. Bitte prüfe den Link gemäß Anleitung und entferne dann diesen Hinweis. in der SeaLifeBase
2. ↑  Colossendeis australis im Antarctic Field Guide
3. ↑  Thomas Vere Hodgson: Pycnogonida. National Antarctic Expedition: Natural History, Vol. III. British Museum (N.H.), London 1907; S. 1. (Online bei archive.org)